# Престон, Дон
Дональд Уорд Престон (англ. Donald Ward Preston; 21 сентября 1932 года) — американский композитор, аранжировщик, джазовый и рок-н-ролльный музыкант, известный своим участием в группе Фрэнка Заппы The Mothers of Invention в 1966—1970, а также с лета по декабрь 1971 и в 1974 году.

## Биография
Родился в Детройте в семье музыкантов. Начал заниматься музыкой в раннем возрасте. Его отец работал композитором для Детройтского симфонического оркестра.
В 1948 году Престон пошёл в армию. Служил в Триесте, Италия. В начале 1950-х годов Престон, вернувшись из армии, познакомился с пианистом Томми Фланаганом. Он также играл с Элвином Джонсом и другими музыкантами в кафе «West End Cafe», где два раза в неделю Юзеф Латиф джемовал вместе с бас-гитаристом и братом Элвина Джексона Милтом Джексоном.
В 1957 году Престон переехал в Лос-Анджелес, где познакомился с пианистом Полом Блеем, бас-гитаристом Чарли Хейденом и другими, которые придерживались иного стиля исполнения джаза.
Дон Престон наиболее известен своим долгим сотрудничеством с Фрэнком Заппой, в качестве клавишника оригинального состава The Mothers of Invention c 1966 года. Он выступал и записывался с Заппой вплоть до 1974 года. За это время Престон успел побыть музыкальным продюсером Мередит Монк (с которой он ранее жил в одном доме) и приступить к экспериментам и записям в области электронной музыки.
Является одним из основателей The Grandmothers, с которой до сих пор выступает; провёл ряд больших турне в 2000 и в конце 2011 годах. В 2001 и 2002 годах Престон был приглашённым клавишником на шоу трибьют-группы Project/Object, исполнявшей кавер-версии песен Заппы (также при участии других музыкантов игравших с Заппой — Айка Уиллиса и Наполеона Мерфи Брока).
Престон играл и записывался с такими музыкантами как Джон Леннон, Питер Эрскин и Джон Картер. Также на его счету около 20 фильмов и 14 постановок. Является лауреатом многочисленных премий. Выступал вместе с Лос-Анджелесским филармоническим и Лондонским филармоническим оркестрами. Известный джазовый кларнетист и композитор Джон Картер назвал Дона Престона «отцом современного синтезатора».
Дон выступал с такими артистами, как Фрэнк Заппа, Лу Роулс, Эл Джерро, Нэт Кинг Коул, Билли Дэниелс, Джонни Рэй, Воуг Монро, Конни Фрэнсис, Херби Манн, Элвин Джонс, Чарли Хейден, Арт Дэвис, Пол Блей, Карла Блей, Джо Бек, Шорти Роджерс, Лео Сейер, Чарльз Ллойд, Нельсон Риддл, J.R. Monterose, Flo & Eddie (Говард Кейлан и Марк Вольман из группы The Turtles) Юзеф Латиф, Дон Эллис, Мередит Монк, Бобби Бредфорд, Майкл Мантлер, Джон Леннон и Йоко Оно.
Дон Престон не имеет никакого отношения к Дону Престону, который в 1970 году участвовал в записи альбомов Джо Кокера и Леона Рассела. Но тем не менее он признался, что несколько лет назад ошибочно получил гонорар, предназначавшийся его тёзке.
В 2002 году Престон объединился с бывшими музыкантами The Mothers, Роем Эстрадой и Наполеоном Мерфи Броком, а также с гитаристом Кеном Россером и барабанщиком/перкуссионистом Кристофером Гарсия; так была создана группа The Grandmothers.
Они выступали на многочисленных концертах и фестивалях по всей Америке, Канаде и Европе, в том числе в Австрии, Бельгии, Хорватии, Чехии, Дании, Англии, Германии, Голландии, Италии, Норвегии и в Швейцарии. (В 2005 году гитарист Мирослав Тадич заменил в составе Кена Россера). Гитарист / басист Робби Мангано заменил Мирослава Тадича в турах The Grandmothers в 2009 и 2010 годах. В то же время Том Фаулер заменил на басу Роя Эстраду. Недавно Престон преподавал в Корнеллском, Гарвардском, Йельском, Сара-Лоуренском университетах, а также в университетах Аризоны и Белфаста.[уточнить]
В 2010 году Престон вместе со своим коллегой Банком Гарднером начал сотрудничество с гитаристом/композитором Джоном Ларсеном и лейблом Zonic Entertainment. Первым релизом на этом лейбле стали автобиография The Don Preston Story и альбом Colliding Galaxies, выдержанный в стиле электронной музыки. В то же время Дон Престон и Банк Гарднер начали гастролировать с концертной программой «Don & Bunk Show», с которой отыграли два тура в восточной части США.

## Дискография
- 1992: Dom De Wilde speaks интервью
- 1993: Vile Foamy Ectoplasm
- 1994: Who Could Imagine Grandmothers
- 1997: Hear Me Out
- 2001: Io Landscapes
- 2001: Corpus Transfixum
- 2001: Music from Blood Diner & other films
- 2001: Transformation jazz trio
- 2002: Transcendence
- 2004: Aysymetrical Construct
- 2005: Tetragrammaton
- 2009: 26 Pieces For Piano & Violin совместно с Харри Скорзо
- 2010: Colliding Galaxys (Zonic Entertainment)
- 2011: Escape From 12/2012 совместно с перкуссионистом Андреа Сетаззо

В качестве актёра:
- 1944: Forbidden Island
- 1969: Ogo Moto
- 1970: 200 Motels
- 1971: Wraith In The Photograph
- 1974: Sinister Flesh

С проектом Don Preston Trio
- 2001: Transformation — Don Preston

С проектом Don Preston’s The Akashic Ensemble
- 2003: Inner Realities Of Evolution

Под названием The Don & Bunk Show
- 2000: Necessity Is... — The Don & Bunk Show
- 2002: Joined At The Hip — The Don & Bunk Show

С Frank Zappa/Mothers Of Invention/The Mothers
- 1967: Absolutely Free
- 1968: We’re Only in It for the Money
- 1968: Cruising with Ruben & the Jets
- 1969: Mothermania
- 1969: Uncle Meat
- 1970: Burnt Weeny Sandwich
- 1970: Weasels Ripped My Flesh
- 1971: Fillmore East - June 1971
- 1972: Just Another Band From L.A.
- 1972: Waka/Jawaka
- 1972: The Grand Wazoo
- 1974: Roxy & Elsewhere
- 1985: The Old Masters Box One Mystery Disc
- 1986: The Old Masters Box Two Mystery Disc
- 1988: You Can't Do That On Stage Anymore Sampler
- 1988: You Can't Do That on Stage Anymore, Vol. 1
- 1989: You Can't Do That on Stage Anymore, Vol. 3
- 1991: You Can't Do That on Stage Anymore, Vol. 4
- 1992: You Can't Do That on Stage Anymore, Vol. 5
- 1992: You Can't Do That on Stage Anymore, Vol. 6
- 1992: Playground Psychotics
- 1993: Ahead Of Their Time
- 1996: The Lost Episodes
- 2004: QuAUDIOPHILIAc
- 1991: Beat the Boots: The Ark
- 1991: Beat the Boots: Unmitigated Audacity
- 1991: Beat the Boots: 'Tis The Season To Be Jelly
- 1992: Beat the Boots II: Electric Aunt Jemima
- 1992: Beat the Boots II: Swiss Cheese / Fire!
- 1992: Beat the Boots II: Our Man In Nirvana

С The Grandmothers
- 1981: The Grandmothers
- 1982: Looking Up Granny's Dress
- 1983: Fan Club Talk Lp
- 1994: Who Could Imagine
- 2001: Eating The Astoria
- 2001: 20 Year Anthology of the Grandmothers
- 2001: The Eternal Question
- 2003: A Grande Mothers Night At The Gewandhaus with Napoleon Murphy Brock and Roy Estrada

В качестве сессионного музыканта
- 1969: Trout Mask Replica — Captain Beefheart & His Magic Band
- 1969: Permanent Damage — The GTOs
- 1971: The Visit — Bob Smith
- 1971: Escalator Over The Hill — Carla Bley/Paul Haines
- 1972: Some Time in New York City — John Lennon
- 1972: The Phlorescent Leech & Eddie — Flo & Eddie
- 1972: Geronimo Black — Geronimo Black
- 1974: Satin Doll — Bobbi Humphrey
- 1979: Eskimo — The Residents
- 19??: Versions — Robby Krieger
- 19??: Robby Krieger — Robby Krieger
- 1979: Apocalypse Now — Soundtrack
- 1982: «Music from the 21st Century» — сборник электронной музыки
- 1985: Alien — Michael Mantler
- 1987: Dance Of The Love Ghost — John Carter
- 1987: Live — Michael Mantler/Nick Mason
- 1988: Shadows On A Wall — John Carter
- 1989: Comin' On — Bobby Bradford/John Carter Quintet
- 1988: Shadows On A Wall — John Carter/Bobby Bradford
- 1989: Ivo — John Patitucci/Peter Erskine/Airto/Ivo Pearlman
- 1989: Where Flamingos Fly — Gil Evans
- 1989: Aurora — Peter Erskine/Buell Neidlinger
- 1990: Fields — John Carter
- 1992: Jefferson Airplane Loves You — Jefferson Airplane
- 1991: Ono Box — Yoko Ono
- 1993: 10 Most Wanted — Eugene Chadbourne
- 1993: Snorks And Wheezes — Ant-Bee
- 1993: The *#!%%? of Ant-Bee - Rarities vol.3 — Ant-Bee
- 1994: The Bizarre German E.P. — Ant-Bee
- 1994: With My Favorite "Vegetables" & Other Bizarre Muzik — Ant-Bee
- 1994: Locked In A Dutch Coffeeshop — Eugene Chadbourne/Jimmy Carl Black
- 1995: Who the fuck is Sandro Oliva — Sandro Oliva
- 1996: The School of Understanding — Michael Mantler
- 1997: Lunar Muzik — Ant-Bee
- 1999: God Shave The Queen — The Muffin Men
- 2003: On Time — Arthur Barrow
- 2004: Heavy Lightning — Sandro Oliva
- 2011: Beyond the holographic veil — J21
- 2011: Electronic Church Muzik — Ant-Bee
- 2013: «I'm Not An Atheist (Yet) Single» — Sixstep
- 2013: «Hear No Evil» — Sixstep